# Boek der Schaduwen
Het Boek der Schaduwen is een boek met magische en religieuze teksten van de wicca en andere heidense heksentradities. Het bevat gewoonlijk voorschriften voor rituele magie alsook de ethiek en filosofie van de wicca. Meer specifiek refereert het aan het boek dat elke heks in de loop van haar leven moet samenstellen met haar persoonlijke bezweringen en spreuken.

## Oorsprong
Gerald Gardner, de "vader van de wicca", introduceerde het 'Book of Shadows' in zijn Bricket Wood Coven, waar hij kandidaat-heksen een initiatie gaf. Hij claimde dat het een soort persoonlijk 'kookboek' met spreuken en bezweringen was die de eigenaar ervan hadden geholpen, en dat nu gekopieerd en aangevuld moest worden door de heksen die hem opvolgden. Daarvoor beriep Gardner zich op een eeuwenoude traditie waarmee heksen hun kennis doorgaven. Gardner zou dit idee voor een "heksengrimoire" gekregen hebben in de periode tussen 1946 (toen hij met zijn roman "High Magic's Aid" klaar was ) en 1949. Hij gaf het oorspronkelijk de titel "Ye Booke of Ye Art Magical" (Het boek van de magische kunst). In 1949 hernoemde hij het in "The Book of Shadows", waarna hij het begon te gebruiken in zijn nieuw opgerichte 'coven' (heksenvergadering). Na de herroeping van Engelands archaïsche wetgeving tegen hekserij in 1951, publiceerde hij in 1954 zijn boek "Witchcraft Today" (Hekserij vandaag).

## Versie van Gardner en Valiente
In 1953 trad Doreen Valiente toe tot Gardners Bricket Wood Coven en werd spoedig daarna aangesteld als 'High Priestess' (Hogepriesteres). Ze ontdekte dat Gardner voor zijn Book of Shadows veel materiaal had gebruikt van de occultist Aleister Crowley en andere bronnen waaronder De Sleutel van Salomo en Vrijmetselarijrituelen. Ze confronteerde Gardner daarmee en die daagde haar uit om een beter 'Boek' te schrijven. In haar versie formuleerde ze Crowleys teksten op haar eigen manier en putte ook uit Aradia, or the Gospel of the Witches van Charles Godfrey Leland, Sleutel van Salomo en vrijmetselarij. Deze tekst, die ze samen met Gardner schreef, zou de traditionele tekst worden van de gardneriaanse wicca.

## Crowleys inbreng
Aleister Crowleys inbreng bij het samenstellen van zijn Book of Shadows, waaruit Gardner putte, is aanzienlijk. Het geheel van rituelen en instructies voor magische handelingen vormt nog steeds de basistekst voor bijna alle covens uit de hekserijcultus. Het is een merkwaardige mix van elementen die Crowley voornamelijk onttrok uit enerzijds zijn religie van Thelema en anderzijds uit Lelands Aradia, a Gospel of the Witches (Aradia, of het evangelie van de heksen).

## Tegenwoordige Wicca
In andere, eclectische vormen van wicca wordt de term 'Boek der Schaduwen' vaak gebruikt voor een persoonlijk dagboek met magische notities, eerder dan een traditionele tekst. In dit dagboek houdt de 'heks' nota's bij over rituelen, bezweringen en het resultaat ervan. Zulk persoonlijk boek wordt gewoonlijk niet doorgegeven van leraar op student. In onze tijd neemt het vaak de vorm aan van een online tekst zoals een website of een persoonlijk document op een computer in plaats de traditioneel handgeschreven tekst. Sommigen houden ook een apart boek bij dat ze 'Book of Mirrors' (Boek der Spiegels) noemen waarin ze gedachten, gevoelens en ervaringen bijhouden.

## Het maken van het Boek
De Amerikaanse schrijfster en feministe Erica Jong zegt hierover het volgende:
"In het boek registreert de heks alles wat ze tijdens haar leven over hekserij heeft geleerd. Spreuken en bezweringen, rituelen en recepten. Zoals alle andere rituele heksenbenodigdheden is het best dat de heks zelf het boek maakt. Het materiaal van de cover kan leder zijn of stof, en de pagina's kunnen van handgemaakt papier zijn of van perkament. De traditie vereist dat het boek na de dood van de heks wordt vernietigd. Dit is een van de redenen waarom het zo moeilijk is om de 'feiten' over hekserij uit boeken te leren. Hekserij is dan ook vooral een mondelinge traditie."

## Populaire culturele referenties
- In de film "The Craft" van regisseur Andrew Fleming uit 1996, werd naar het Boek der Schaduwen verwezen als 'een object waarin een heks haar "krachtgedachten" (power thoughts) bewaart.'
- In de televisiereeks "Charmed", bezitten de zusjes Halliwell het eeuwenoude Book of Shadows van hun familie. Het boek staat vol spreuken, toverdranken en informatie over demons en andere magische wezens.
- In 2000 verscheen een sequel op The Blair Witch Project met de titel "Book of Shadows: Blair Witch 2", alhoewel in de film geen Boek der Schaduwen voorkwam.
- Zakk Wylde, een heavymetalgitarist, noemde zijn soloalbum "Book of Shadows".
- De powermetalband Dragonland produceerde een cyclus van twee albums met de titel "Book of Shadows".
- Vlaams jeugd- en horrorauteur Eddy C. Bertin schreef in 2004 Valentina's Schaduwboek dat gaat over het Boek der Schaduwen van een jonge witte heks.
- Het boek komt ook voor in het Japanse spel Corpse Party: Book of Shadows.
- In het indie-spel The Binding of Isaac, gemaakt door Edward McMillen, komt het voorwerp "Book of Shadows" voor.
- In de "Wicca"-serie van Cate Tiernan draagt het eerste boek de titel "Book of Shadows".